# Lepanthes acuminata
Lepanthes acuminata là một loài lan phân bố từ México đến miền bắc Venezuela.
- Tư liệu liên quan tới Lepanthes acuminata tại Wikimedia Commons
- Dữ liệu liên quan tới Lepanthes acuminata tại Wikispecies